# Zapasy na Letnich Igrzyskach Olimpijskich 1920
Zapasy na Letnich Igrzyskach Olimpijskich 1920 w Antwerpii rozegrano w dwóch stylach wolnym i klasycznym. Udział w turniejach zapaśniczych wzięło 150 sportowców z 19 państw. Tabelę medalową zawodów wygrali Finowie. Zawody miały miejsce na terenie Zoo w Antwerpii.  
Zapasy w stylu klasycznym odbywały się od 16 do 20 lutego, zaś w stylu wolnym od 25 do 27 lutego 1920 roku. Startowali tylko mężczyźni. Zapasy w stylu wolnym rozegrano w zawodach wolnoamerykanki - prekursorki amatorskich zapasów w stylu wolnym. 

## Styl klasyczny
| Kategoria wagowa        |                  |                 |                   |
| Waga piórkowa –60 kg    | Oskari Friman    | Heikki Kähkönen | Fritiof Svensson  |
| Waga lekka –67,5 kg     | Emil Väre        | Taavi Tamminen  | Frithjof Andersen |
| Waga średnia –75 kg     | Calle Westergren | Arthur Lindfors | Matti Perttilä    |
| Waga półciężka –82,5 kg | Claes Johansson  | Edil Rosenqvist | Johannes Eriksen  |
| Waga ciężka +82,5 kg    | Adolf Lindfors   | Poul Hansen     | Martti Nieminen   |

## Styl wolny
| Kategoria wagowa        |                 |                   |                          |
| Waga piórkowa –60 kg    | Charles Ackerly | Sam Gerson        | Bernard Bernard          |
| Waga lekka –67,5 kg     | Kalle Anttila   | Gottfrid Svensson | Herbert Wright           |
| Waga średnia –75 kg     | Eino Leino      | Väinö Penttala    | Charley Johnson          |
| Waga półciężka –82,5 kg | Anders Larsson  | Charles Courant   | Walter Maurer            |
| Waga ciężka +82,5 kg    | Robert Roth     | Nat Pendleton     | Fred Meyer Ernst Nilsson |

## Tabela medalowa
| Poz.    | Państwo           |    |    |    | Łącznie |
| ------- | ----------------- | -- | -- | -- | ------- |
| 1       | Finlandia         | 5  | 5  | 2  | 12      |
| 2       | Szwecja           | 3  | 1  | 2  | 6       |
| 3       | Stany Zjednoczone | 1  | 2  | 3  | 6       |
| 4       | Szwajcaria        | 1  | 1  | 0  | 2       |
| 5       | Dania             | 0  | 1  | 1  | 2       |
| 6       | Wielka Brytania   | 0  | 0  | 2  | 2       |
| 7       | Norwegia          | 0  | 0  | 1  | 1       |
|         |                   |    |    |    |         |
| Łącznie | Łącznie           | 10 | 10 | 11 | 31      |